# Eostegana australis
Eostegana australis är en tvåvingeart som beskrevs av Bock 1982. Eostegana australis ingår i släktet Eostegana och familjen daggflugor. Inga underarter finns listade i Catalogue of Life.